# Elizabeth Koning
Elizabeth Koning (Beek, 25 december 1966) is een Nederlands fotografe. Zij verwierf internationale bekendheid met haar werk en werd in 2016 door Dodho Magazine opgenomen in een lijst van 25 meest getalenteerde Europese fotografen.

## Biografie
Elizabeth Koning begon haar carrière als model voor de camera en later achter de camera als fotograaf in de mode-industrie van Milaan. Ze woonde en werkte achtereenvolgens in Milaan, Londen en terug in Milaan, tot ze na vijftien jaar terugkeerde naar Nederland. Koning laat zich in haar werken inspireren door de zeventiende-eeuwse landschappen van schilders zoals Van Ruysdael en Cornelis Vroom, gecombineerd met Italiaanse portretkunst en Nederlandse portretkunst uit de vijftiende eeuw. Ze speelt in haar werken met lichtintensiteit en emotie en haar kunstwerken zijn vervuld met symboliek.
De belangrijkste opdrachtgevers die veel voor haar carrière betekend hebben zijn het Singer Museum in Laren, het Westfries Museum, Stedelijk Museum Zwolle, RAI Amsterdam, Klompching Gallery New York, Danubiana Meulensteen Art Museum. Haar werk is gepubliceerd in onder andere Vogue, Elle, Forbes, NRC Handelsblad, Elegance, GUP Magazine, TMC en De Telegraaf. Gerenommeerde zakelijke klanten zijn onder andere Marc-Marie Huijbregts, Theatershow, Aartsbisdom van Utrecht, Kardinaal Simonis, De Vrije Universiteit Amsterdam, Erasmus Universiteit Rotterdam (Professoren Portret en Freshfields Bruckhaus Deringer).
Het werk van Koning werd in 2019 gebundeld in het boek Italiaanse portretten met Hollandse wolkenluchten.
Koning is getrouwd en heeft een dochter.

## Bekende werken
- Portret 'Cate' [9]
- Portret 'The Seven Deadly Sins' [10]
- Portret van Marc-Marie Huijbregts[11]
- Portret van Antoine Bodar
- Portret van kardinaal Simonis

## Tentoonstellingen (selectie)
- SCOPE Art Fair, New York
- Klompching Gallery, New York
- SCOPE, New York
- Los Angeles Art fair, Los Angeles, Verenigde Staten
- 12th Pollux Awards en 12th Julia Mcameron Award Barcelona, Spanje
- Scope Basel Art fair, Basel, Zwitserland
- VOLTA, Basel, Zwitserland
- Danubiana Meulensteen Art Museum, Bratislava
- Tatra Gallery, Poprad, Slowakije
- Kunstbeurs Amsterdam
- Westfries Museum, Hoorn
- Singer Museum te Laren
- Museum Hilversum, Hilversum
- Museum Opsterlân
- Morren Galleries
- ART ARNHEM
- REALISME Kunstbeurs
- Parisphoto, Parijs, Frankrijk
- Salon d'art et d'antiquites, Antwerpen
- PAN, Amsterdam
- AAF, Amsterdam
- ARTI, Den Haag

## Onderscheidingen (selectie)
- 2018 - Finaliste in de AFAR Travel Photography Award[12]
- 2018 - Pollux Award 2018[13]
- 2018 - Deelname aan Photo Vogue Festival[14]
- 2017 - Uitverkoren als een van de 20 exposanten om te exposeren in Klompching Gallery (New York) tijdens de LensCulture Winter Print show 2017[15]
- 2009 - Nationale Bibliotheek, Den Haag (opname van haar werk in de collectie van het depot en van het Nederlands cultureel erfgoed)